# Liboje
Liboje je naselje u slovenskoj Općini Žalecu. Liboje se nalazi u pokrajini Štajerskoj i statističkoj regiji Savinjskoj. 

## Stanovništvo
Prema popisu stanovništva iz 2002. godine naselje je imalo 439 stanovnika.